# Honoré Champion
Honoré Champion (1846 – París, 8 de abril de 1913) fue un librero y editor francés. Tras la guerra franco-prusiana, en 1874, con solo 28 años, fundó en París las Éditions Honoré Champion, una casa editorial volcada en los trabajos científicos y humanísticos, particularmente centrados en la historia y la literatura medieval de Francia, un campo novedoso y del que existían pocos testimonios. La calidad de sus ediciones destacó desde un primer momento, lo que le granjeó un merecido prestigio.

## Biografía

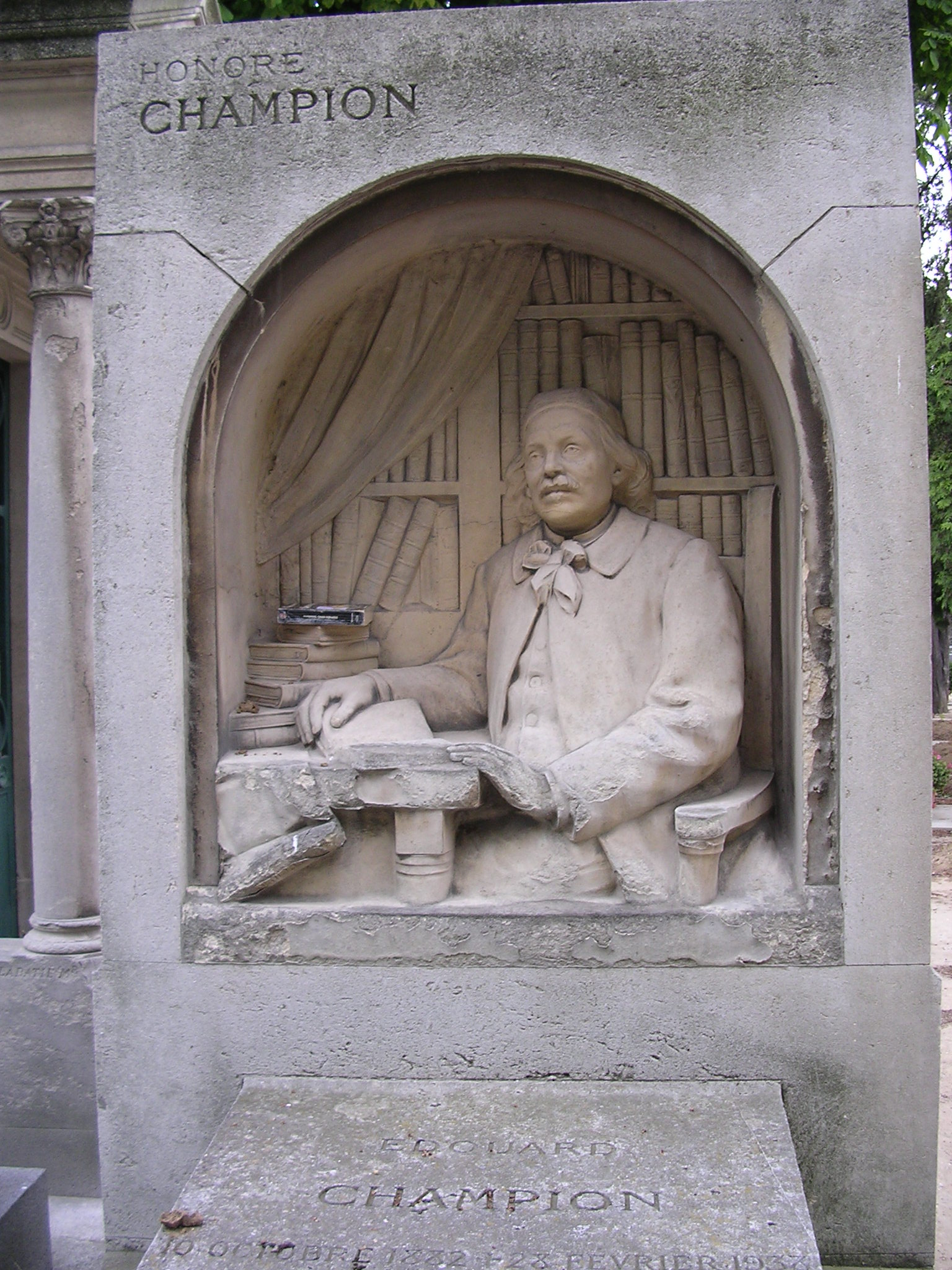
Tumba de Honoré Champion, en el cementerio de Montparnasse de París, por Albert Bartholomé.

Champion murió repentinamente de una embolia el 8 de abril de 1913, en su apartamento de la calle Jacob, número 30, de París, y su tumba, localizada en el cementerio de Montparnasse, fue esculpida por el artista Albert Bartholomé. Fue padre del historiador e intelectual francés Pierre Champion (1880-1942).